# Macroeuphractus
Macroeuphractus è un genere estinto di armadillo euphractino vissuto nel Miocene superiore-Pliocene superiore, circa 9-3 milioni di anni fa (Huayqueriano-Chapadmalalano), in Argentina e Bolivia, Sud America. Il genere contiene tre specie: la specie tipo M. outesi, M. retusus e M. moreni. Il Macroeuphractus è noto soprattutto per le sue ragguardevoli dimensioni, con la specie M. outesi che rappresenta il più grande armadillo non-pampateride o gliptodonte finora scoperto, così come per la sua inusuale specializzazione per una dieta carnivora, unica tra tutti gli xenarthri.

## Descrizione
Il genere Macroeuphractus contiene, attualmente, tre specie riconosciute: M. outesi, M. retusus e M. moreni. La specie M. outesi, la specie tipo, è nota da un esemplare risalente al tardo Pliocene rinvenuto a Buenos Aires, in Argentina. Questo esemplare è composto da un cranio piuttosto ben conservato e numerosi elementi post-cranici, rappresentando un esemplare considerevolmente grande lungo circa 0,60 metri (2 piedi) per un peso di circa 100 chilogrammi (220 libbre).

### Specie
- M. retusus, conosciuta da una singola mandibola ritrovata all'interno della Formazione Cerro Azul, nell'Argentina centrale;
- M. moreni, conosciuta da vari esemplari risalenti dal tardo Miocene al Pliocene, all'interno delle formazioni Río Quinto, Ituzaingó, Epecuén e Saldungaray, in Argentina, e nelle formazioni Umala e La Paz, in Bolivia;[3]

## Classificazione
Il Macroeuphractus viene tradizionalmente raggruppato all'interno della sottofamiglia Euphractinae; principalmente per la sua somiglianza con il genere Euphractus. Tuttavia, i più recenti esami filogenetici confermerebbero uno status come almeno sister group di Euphractinae, insieme con Paleuphractus, Doellotatus e Proeuphractus.

## Paleobiologia

### Dieta
Il Macroeuphractus è uno dei pochi xenarthri noti per essersi specializzato ampiamente per uno stile di vita carnivoro. I moderni armadilli euphractini (come il moderno armadillo a sei fasce) sono onnivori abbastanza generalisti, tuttavia Macroeuphractus mostra diverse caratteristiche che indicano una dieta ipercarnivora. Tra le diverse caratteristiche che suggeriscono questo tipo di alimentazione vi sono: grandi denti canini conici, una fossa temporale allargata, muscoli temporali più sviluppati (come evidenziato dalle cicatrici muscolari più prominenti), un rostro più profondo, denti anteriori più potenti (in particolare nella M2 allargata e caniniforme), un arco zigomatico più profondo e robusto, e un maggiore momento di tensione del muscolo temporale rispetto ad altri armadilli. Tutte queste caratteristiche sono insolite tra gli xenarthri, ma sono più in linea con i gruppi predatori dei mammiferi.
Come la maggior parte degli armadilli, anche Macroeuphractus era, probabilmente, un animale scavatore e ciò gli consentiva di raggiungere le tane di mammiferi di piccole e medie dimensioni come roditori caviomorfi, piccoli notoungolati e paucitubercolati argirolagoidi. Le specie più grandi, come M. outesi erano piuttosto grandi e presumibilmente avevano lo status di predatore alfa delle loro comunità faunistiche.

## Paleoecologia
Il Macroeuphractus moreni era una specie piuttosto diffusa ed era una presenza importante in varie comunità faunistiche tra il Miocene e il Pliocene sudamericano, mentre le altre due specie avevano un areale più limitato in Argentina. Questi animali si evolvettero in un'epoca in cui sparassodonti, phorusrhacidi e sebecidi entrarono in declino, e furono tra i vari gruppi di mammiferi a sfruttare la mancanza di grandi carnivori prima dell'arrivo dei carnivori nordamericani nel Pleistocene medio, insieme con opossum giganti come Thylophorops. Tuttavia, Macroeuphractus coesisteva già con alcuni carnivori originari sudamericani, come lo sparassodonte Thylacosmilus e il phorusrhacide Llallawavis.